# Trefl Gdańsk 2015-2016
Questa voce raccoglie le informazioni riguardanti il Trefl Gdańsk nelle competizioni ufficiali della stagione 2015-2016.

## Organigramma societario
Area direttiva
- Presidente: Piotr Należyty

Area tecnica
- Allenatore: Andrea Anastasi
- Allenatore in seconda: Wojciech Serafin

## Rosa
| N° | Nome                 | Ruolo | Data di nascita   | Nazionalità sportiva |
| -- | -------------------- | ----- | ----------------- | -------------------- |
| 1  | Sławomir Zemlik      | S     | 3 novembre 1992   | Polonia              |
| 2  | Wojciech Grzyb       | C     | 4 gennaio 1981    | Polonia              |
| 3  | Piotr Gacek          | L     | 16 settembre 1978 | Polonia              |
| 4  | Przemysław Stępień   | P     | 7 febbraio 1994   | Polonia              |
| 5  | Marco Falaschi       | P     | 18 settembre 1987 | Italia               |
| 7  | Damian Schulz        | S/O   | 26 febbraio 1990  | Polonia              |
| 8  | Karol Behrendt       | C     | 14 aprile 1995    | Polonia              |
| 9  | Sebastian Schwarz    | S     | 2 ottobre 1985    | Germania             |
| 10 | Bartosz Gawryszewski | C     | 22 agosto 1985    | Polonia              |
| 11 | Murphy Troy          | S/O   | 31 maggio 1989    | Stati Uniti          |
| 12 | Artur Ratajczak      | C     | 18 settembre 1990 | Polonia              |
| 15 | Mateusz Mika         | S     | 21 gennaio 1991   | Polonia              |
| 17 | Miłosz Hebda         | S     | 11 marzo 1991     | Polonia              |
| 18 | Mateusz Czunkiewicz  | L     | 16 dicembre 1996  | Polonia              |